# Natalie Lander
Natalie Lander (* 28. März 1983 in Los Angeles, Kalifornien) ist eine US-amerikanische Schauspielerin, Synchronsprecherin und Drehbuchautorin.

## Leben
Natalie Lander wuchs als Tochter des Schauspielers David L. Lander und der Fotografin Kathy Fields in Los Angeles auf. Ihre Großmutter mütterlicherseits war die Schauspielerin Edith Fellows.
Nachdem sie eine professionelle Schauspielausbildung absolvierte war sie zunächst an verschiedenen Theatern tätig. Dort trat sie in zahlreichen Musicals auf. Seit 2004 hat sie als Schauspielerin vor der Kamera in bislang mehr als 80 Film-und-Fernsehproduktionen mitgewirkt. Sie ist als Drehbuchautorin für Fernsehserien und Spielfilme tätig.
Neben ihrer Karriere als Schauspielerin ist sie auch umfangreich als Synchronsprecherin aktiv. Sie lieh dabei Figuren in verschiedenen Zeichentrickfilmen wie beispielsweise in Ab durch die Hecke oder in Spider-Man ihre Stimme. Sie sprach zudem auch Videospiele ein, wie unter anderem God of War III.
Lander ist seit September 2017 mit dem Schauspieler Jared Hillman verheiratet.

## Filmografie (Auswahl)
- 2011: Castle (Fernsehserie, Folge 4x09)
- 2011: Hannah Montana (Fernsehserie, Folge 4x13)
- 2011: Surrogate Valentine
- 2011–2013: Winx Club (Fernsehserie, 13 Folgen, Stimme)
- 2011–2013: Aim High (Fernsehserie, 10 Folgen)
- 2011–2017: The Middle (Fernsehserie, 13 Folgen)
- 2016: Killer Assistant (Fernsehfilm)
- 2016: Superpowerless
- 2020: Tote Mädchen lügen nicht (Fernsehserie, 4 Folgen)
- 2020: 9-1-1: Lone Star (Fernsehserie, 1 Folge)
- 2023: You’re Not Supposed to Be Here (Fernsehfilm)
- 2023: Classmates